# Edikt o vjerskoj toleranciji među kršćanskim vjerama
Edikt o vjerskoj toleranciji među kršćanskim vjerama  je bio pravni akt kojeg je izdao habsburški car Josip II. 21. prosinca 1781.
Ovim je aktom Josip II. sve kršćanske vjere u Habsburškoj Monarhiji izjednačio po statusu s Katoličkom Crkvom, omogućivši potpunu vjersku slobodu (luteranima, kalvinistima i Pravoslavnoj Crkvi), ponajviše radi ograničavanja moći i autonomije Katoličke Crkve. Apsolutističkoj carskoj vlasti nije odgovaralo da ima autonomni autoritet kao što je Katolička Crkva i njeni redovi, koji su sa svojim posjedima i povlasticama bili država u državi.
Katolička Crkva je podvrgnuta državnom nadzoru. U opsežnoj reformi države i društva čiji je Edikt bio sastavni dio, ukinuti su mnogi crkveni redovi i samostani (njih oko 700). To se ponajviše odnosilo na one koji nisu bili aktivni u određenim djelatnostima (škole, bolesnička njega itd.).

Unatoč takvim "teoretskim opravdanjima" (jozefinizam), ukinuti su i neki redovi koji su mnogo radili na prosvjećivanju stanovništva, kao što su pavlini i benediktinci, koji su odgoj i obrazovanje imali za glavnu djelatnost; ali i serviti, koji su držali mrežu bolnica.
Ipak, katolici su zadržali jednu povlasticu, kojom je jedino Katolička Crkva smjela graditi crkvene portale na ulici. 
Ovaj zakon je vrijedio kako za Austrijske nasljedne zemlje, tako i za Hrvatsku i Ugarsku.
U Hrvatskoj je ovim, za jedno vrijeme, prestao važiti posebni vjerski zakon koji je dopuštao djelovanje isključivo Katoličkoj Crkvi. Za razliku od nekih drugih zakona, ovaj je vrijedio ne samo u austrijskim nasljednim zemljama, već i u Ugarskoj i Hrvatskoj.
Zahvaljujući ovom zakonu pravoslavni kršćani su dobili mogućnost utemeljenja svojih crkvenih općina izvan Vojne krajine, a prvo značajnije realiziranje ovog Edikta u Hrvatskoj bilo je godine 1785. osnivanjem crkvene općine u Zagrebu koju je osnovala grčka trgovačka zajednica.
Židovi su ovim ediktom dobili šira građanska prava, među ostalim i studiranja, a uz ostale reforme i mogućnost ulaska u državne službe. U Hrvatskoj, ovaj je Edikt dopustio Židovima i naseljavanje, što se materijalizira 1785. u Varaždinu, osnivanjem njihove općine.
Iako je Josip II. pred smrt povukao skoro sve svoje reforme (naime, zbog krajnjeg neobaziranja na mišljenje naroda i nastojanja za germanizacijom ne-germanskih naroda, bio je ugrožen sam opstanak Monarhije), ovaj Edikt je ostavio nedirnutim.

## Vanjske poveznice
- Bune u 17.[neaktivna poveznica] Bune u 17. stoljeću
- Croatia.ch  Arhivirana inačica izvorne stranice od 6. listopada 2008. (Wayback Machine) Prosvijećeni apsolutizam
- Arhivirana inačica izvorne stranice od 17. listopada 2013. (Wayback Machine) Tekst patenta o vjerskoj toleranciji 1781.(njemački)
- Tekst patenta o vjerskoj toleranciji 1781.(engleski)